# Scorteccia termitarum
Scorteccia termitarum là một loài nhện trong họ Corinnidae. Chúng thuộc chi đơn loài Scorteccia, được Lodovico di Caporiacco miêu tả năm 1936, thường xuất hiện ở Libya.